# Batalla de Garnett's and Golding's Farm
La batalla de Garnett's and Golding's Farm tuvo lugar el 27 y 28 de junio de 1862 en el Condado de Henrico, Virginia, como parte de las batallas de los Siete Días durante la Campaña de la Península en el Teatro del Este de la guerra civil estadounidense. Mientras la batalla en Gaines's Mill se libraba al norte del río Chickahominy, las fuerzas del general confederado John B. Magruder llevaron a cabo un reconocimiento que se convirtió en un ataque menor contra la línea de la Unión al sur del río en Garnett's Farm. Los confederados atacaron de nuevo cerca de la granja de Golding en la mañana del 28 de junio, pero en ambos casos fueron fácilmente rechazados. La acción en las granjas Garnett y Golding logró poco más que convencer a McClellan de que estaba siendo atacado desde ambos lados del Chickahominy.

## Antecedentes

### Situación militar
Artículos principales: Batallas de los Siete Días y Campaña de la Península

Más información: Teatro Oriental de la Guerra Civil Estadounidense y Guerra Civil Estadounidense
Richmond, Virginia, como centro de la rebelión del Sur, era una ciudad de obvia importancia estratégica para ambos lados de la guerra civil estadounidense. En este contexto, el George McClellan y su Ejército del Potomac iniciaron una campaña en la Península de Virginia para tomar la ciudad. Sus primeros intentos fueron exitosos. De hecho, en casi todos los frentes, los norteños tenían una ventaja sobre los confederados. Sin embargo, a finales de mayo de 1862, el ejército de McClellan estaba dividido por la mitad a lo largo de las orillas del río Chickahominy, con un ala, que abarcaba dos cuerpos de la Unión, hacia el río sur, y la otra ala, con unos tres cuerpos federales, hacia el norte. El 31 de mayo, Joseph E. Johnston, general en jefe del Ejército Confederado de Virginia del Norte, trató de sacar provecho de esta separación y dirigió tres columnas de soldados hacia la posición de la Unión al sur del río. El conflicto resultante, llamado la batalla de Seven Pines (o Fair Oaks), no fue concluyente. El plan de Johnston fracasó, y el Ejército del Potomac no perdió terreno. Sin embargo, el propio Johnston resultó herido, y al día siguiente, el 1 de junio, Jefferson Davis, el presidente de los Estados Confederados, nombró a su asesor militar, el general Robert E. Lee, para que dirigiera los ejércitos confederados. Hubo una pausa en los combates en la Península en las semanas subsiguientes, que terminó en una ofensiva de la Unión en Oak Grove el 25 de junio. Los hombres de Lee lograron detener a los federales atacantes, y al día siguiente, los confederados pasaron a la ofensiva en la batalla de Mechanicsville (o Beaver Dam Creek). Sin embargo, los federales victoriosos, bajo las órdenes del General McClellan, se retiraron a Boatswain's Swamp en el sur de Chickahominy y establecieron una línea de batalla formidable. Allí, el 27 de junio, los ejércitos confederados lanzaron un ataque en Gaines's Mill, que se convertiría en una de las batallas más sangrientas de la Campaña de la Península. Mientras el conflicto en Gaines's Mill se agudizaba, otro conflicto se estaba gestando cerca de dos granjas al sur, que se convertirían en la batalla de Garnett's and Golding's Farm.

## Batalla
La granja de James M. Garnett, cerca de Old Tavern, estaba situada al borde de los acantilados a orillas del río Chickahominy. Cerca de la granja Garnett estaba Golding's Plain, perteneciente a Simon Gouldin. Entre las dos granjas había un barranco escarpado, un arroyo y una colina llamada Garnett's Hill. Los soldados de la brigada del general de brigada William T. H. Brooks de la 2.ª división del VI Cuerpo del general William F. "Baldy" Smith comenzaron a colocar piezas de artillería en la colina de Garnett la noche anterior a la batalla. Esta actividad fue reanudada por la brigada del General de Brigada Winfield Scott Hancock del mismo Cuerpo la mañana siguiente, el 27 de junio de 1862. Se colocaron seis baterías de artillería de reserva.
Mientras los federales trabajaban, los soldados confederados de la división del general de división David R. Jones comenzaron a tomar posiciones en el área. La brigada del general Robert Toombs se ubicó en el lado oeste del barranco, mientras que la brigada del coronel George T. Anderson se ubicó al noroeste del área, a menos de una milla de la casa de Garnett. Se ordenó a los artilleros de Anderson y Toombs que dispararan contra los soldados de la Unión cada vez que se presentara la oportunidad. A los federales, que ahora se preparaban para un enfrentamiento general, se les dijo que evitaran un enfrentamiento con los confederados. El resultado fue un enérgico bombardeo que duró alrededor de una hora y terminó en una retirada de los confederados. Los veintitrés cañones bien posicionados de la Unión resistieron a los diez cañones de los confederados, que estaban situados en un campo abierto. Más tarde, algunos de los hombres del general de división Lafayette McLaws avanzaron hacia la línea de la Unión en la granja Garnett alrededor de las 4 de la tarde, pero se retiraron después de diez minutos bajo fuego intenso. En las horas siguientes se produjo una pausa, que terminó con el ataque de Toombs a la línea de la Unión a eso de las 19.00 horas, cuando se le ordenó a Toombs hacer un reconocimiento o "sentir al enemigo". En lugar de ello, enfrentó a los federales en una "lucha aguda y sostenida". Después del anochecer, el avance de Toombs fue rechazado por la brigada de Winfield Hancock después de una hora y media de combate. Los confederados sufrieron unas 271 bajas durante el conflicto del día. La acción en la granja de Garnett tuvo poco éxito.
Al día siguiente, el 28 de junio, soldados de la Unión y de la Confederación se enfrentaron de nuevo cerca de la casa Golding. Jones sospechó que los federales cerca de la casa se estaban retirando, y autorizó a Toombs a realizar un reconocimiento en fuerza para determinar si esto era cierto. Sin embargo, Toombs convirtió la operación de reconocimiento en un compromiso total y avanzó con algunos de los hombres de Anderson. Antes de que pudiera ser revocado, los confederados ya habían sido rechazados por el VI Cuerpo.

## Repercusiones
En los dos días de lucha en las granjas de Garnett y Golding, los confederados sufrieron 438 bajas, mientras que los federales sufrieron 189. Los hombres de Anderson, que fueron los más afectados por el contraataque federal, sufrieron 156 bajas en el segundo día de la lucha. Esta batalla sirvió de poco, pero ayudó a convencer a McClellan de que estaba siendo atacado por ambos bandos del dominio Chickahominy. En la noche del 28 de junio, McClellan convocó una reunión con sus generales. Anunció que estaba dispuesto a seguir atacando a Richmond, pero un ataque así podría significar la derrota y la destrucción del Ejército del Potomac. El resultado de la reunión fue que los federales comenzarían un retiro. "El general en jefe nos anunció su propósito de comenzar un movimiento al río James al día siguiente", señaló el general de la Unión William B. Franklin. La decisión de McClellan de retirarse al James preparó el terreno para la siguiente batalla de Savage Station.